# Ровное Поле (Россонский район)
Ровное Поле (бел. Ро́ўнае По́ле) — деревня в Россонском районе Витебской области Республики Беларусь. В составе Клястицкого сельсовета.

## История
В 1954—1983 годах центр Ровнопольского сельсовета. До 2004 года входила в состав Морочковского сельсовета.

## Население
- 2009 год — 13 жителей (перепись населения)

## Достопримечательность
- Мемориал в память о бригаде имени К. К. Рокоссовского у деревни Ровное Поле. На мемориале высечены имена А. В. Романова, П. М. Машерова, В. Н. Дорменева.
- Музей партизанского быта под открытым небом, воссозданный по воспоминаниям бывших партизан. Расположен в лесу, в 6 км от деревни Ровное Поле, на месте партизанской стоянки бригады имени К. К. Рокоссовского.